# Hilara subarmata
Hilara subarmata är en tvåvingeart som beskrevs av Collin 1933. Hilara subarmata ingår i släktet Hilara och familjen dansflugor. Inga underarter finns listade i Catalogue of Life.